# Všechlapy (Benešovi járás)
Všechlapy település Csehországban, a Benešovi járásban. Všechlapy Český Šternberk, Divišov, Psáře és Libež településekkel határos. Lakosainak száma 113 fő (2024. január 1.).

## Népesség
A település lakosságának változását az alábbi diagram mutatja:
| Lakosok száma | 327  | 365  | 353  | 246  | 118  | 76   | 104  | 106  | 106  | 113  |
|               | 1869 | 1890 | 1921 | 1950 | 1980 | 2001 | 2017 | 2019 | 2022 | 2024 |